# 杨滩镇
杨滩乡，是中华人民共和国安徽省宣城市广德市下辖的一个乡镇级行政单位。

## 行政区划
杨滩乡下辖以下地区：
桐花社区、月湾社区、独树社区、五合村、白马村、燎琳村、金阳村、三合村、九房村、胡村、莫村、陈候村、竹溪村、金龙村、大塘村和横冲村。